# スティーブ・クラーク
スティーブ・クラーク（Steve Clarke, 1963年8月29日 - ）はスコットランド出身の元同国代表サッカー選手、サッカー指導者。現役時代のポジションはDF。

## 経歴
1982年にセント・ミレンFCでDFとしてデビューすると1987年にはチェルシーFCへ移籍。リーグ戦330試合に出場し、1997年にはFAカップ優勝に貢献した。引退後はルート・フリット、ジョゼ・モウリーニョ、ジャンフランコ・ゾラ、ケニー・ダルグリッシュなど多彩な監督の下でアシスタントコーチを務め、高い評価を得てきた。2012年6月にウェスト・ブロムウィッチ・アルビオンFCのオファーを受け、WBAの監督に就任した。2013年12月、成績不振により解任。
2014年12月16日、チャンピオンシップにおいて直近のバーミンガム・シティFCとの試合に6-1で大敗を喫し、ナイジェル・アドキンスを解任していたレディングFCの監督に就任した。
2017年10月、キルマーノックFCの監督に就任した。
2019年5月、スコットランド代表監督に就任した。EURO2024予選前の2023年3月には2026年までの契約延長が発表されている。

## タイトル

### 個人
- プレミアリーグ月間最優秀監督：2012年11月
- スコットランド・サッカー記者協会 年間最優秀監督賞：2017-18, 2018-19
- スコットランド・プロサッカー選手協会 年間最優秀監督賞：2018-19
- スコティッシュ・プレミアシップ 年間最優秀監督賞：2018-19
- スコティッシュ・プレミアシップ 月間最優秀監督：3回（2017年11月、2018年2月・3月）